# Obersee, Antarktis
Obersee är en sjö i Antarktis. Den ligger i Östantarktis. Norge gör anspråk på området. Obersee ligger 896 meter över havet. Arean är 1,3 kvadratkilometer. Den sträcker sig 2,0 kilometer i nord-sydlig riktning, och 2,4 kilometer i öst-västlig riktning.